# Grodmygga
Grodmygga Culex territans är en tvåvingeart som beskrevs av Walker 1856. Culex territans ingår i släktet Culex och familjen stickmyggor. Arten är reproducerande i Sverige.